# Dom pani Winchester

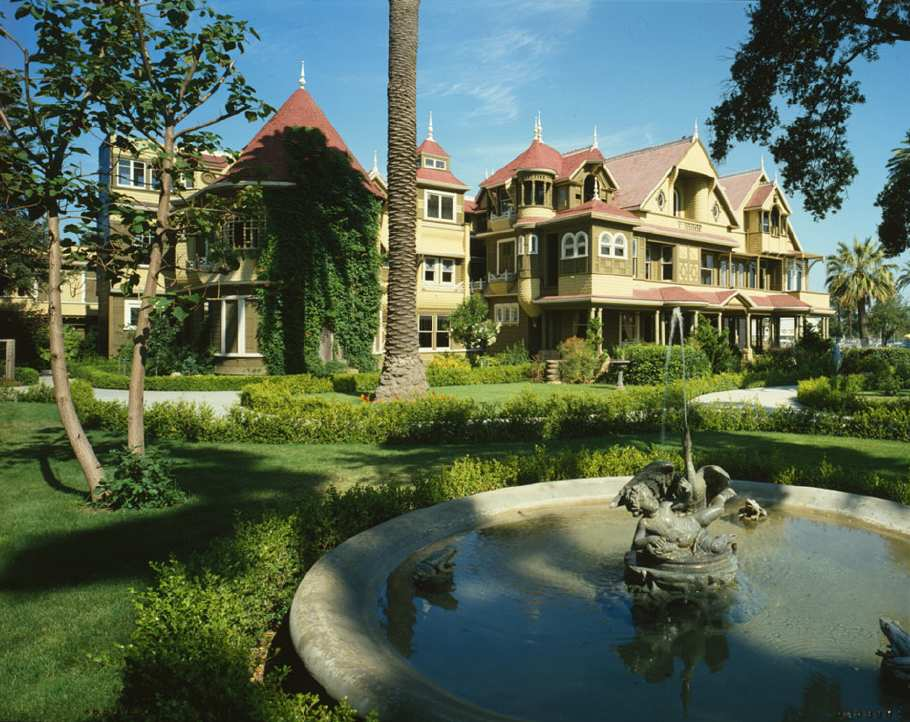
Dom pani Winchester od strony południowo-wschodniej

Dom pani Winchester (ang. Winchester Mystery House) – nieukończona rezydencja Sary Winchester, wdowy po Williamie Winchesterze, dziedzicu fortuny Olivera Winchestera. Jest jedną z atrakcji San Jose, stolicy hrabstwa Santa Clara stanu Kalifornia. Słynie z niezwykłych elementów architektonicznych, jego właścicielka prawdopodobnie wierzyła, że uchronią ją przed duchami. Powszechnie uchodzi za nawiedzony. Jest jednym z historycznych rezerwatów stanowych.

## Historia

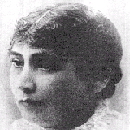
Pani Winchester, prawdopodobnie w czasach śmierci swoich bliskich

Po śmierci swojej córki, teścia i męża pani Winchester szukała pocieszenia u zaprzyjaźnionego medium. Według popularnej legendy przekonał ją, że utrata bliskich jest zemstą duchów ludzi zabitych z karabinu Winchester: Tysiące przez was zginęło, a ich duchy żądają kary. Nakazał opuścić dom w New Haven stanu Connecticut, wyjechać na zachód i zbudować dom dla siebie i dla duchów zabitych z tej straszliwej broni. Nigdy nie kończ jego budowy, to nie umrzesz. Zaprzestaniesz – zginiesz.
Prawdziwość powyższej historii jest kwestionowana. Pani Winchester wyjechała do Kalifornii w 1884 r. i kupiła ok. 0,7 km² ziemi. Odziedziczyła po mężu ponad 20 000 000 dolarów i prawie 50% udziału w firmie Winchester Repeating Arms Company, co oznaczało ok. $ 1000 przychodu dziennie (około $ 26 000 według dzisiejszych cen). Do 1913 roku, kiedy weszła w życie XVI Poprawka Do Konstytucji, nie podlegało to opodatkowaniu.
Niemal cały dochód inwestowany był w dom. Budowany był nieustannie przez 38 lat, 7 dni w tygodniu i 24 godziny na dobę. Wszystkimi pracami kierowała bezpośrednio pani Winchester, aż do swej śmierci 5 września 1922 roku. Całkowity koszt inwestycji wyceniono na ok. 5 500 000 dolarów. Mało było długoterminowych planów. Wiele pomysłów właścicielki realizowano krótko po zamówieniu. Ponoć każdej nocy spała w innym pokoju.
Przed trzęsieniem ziemi w San Francisco w 1906 roku dom miał siedem pięter. Dziś tylko cztery. Większość konstrukcji jest z drewna oprawionego cegłą.

## Współczesność
- 160 pokoi
- 40 sypialni
- dwie sale balowe
- 47 kominków
- 10 000 szyb okiennych
- 17 kominów (ze wskazaniem na dwa dodatkowe)
- dwie sutereny
- trzy windy

Żyrandole pokryte złotem i srebrem, misterne witraże. Nim dostępne były windy, dobudowano specjalne schody, by pani Winchester mogła poruszać się po wszystkich pomieszczeniach, mimo zaawansowanego artretyzmu. Zużyto ok. 20 000 galonów (75 700 litrów) farby. W owych czasach luksusem było ogrzewane powietrze, nowoczesny wystrój wnętrz, gorący prysznic i lampy gazowe uruchamiane przyciskiem. Jedna z wind wyposażona jest w hydrauliczny tłok i jest jedyną taką windą w USA.

## Wybrane osobliwości
- Fascynacja pani Winchester liczbą 13 odnajdywana jest w wielu miejscach:
  - kosztowny dwunastoramienny żyrandol . Dodano do niego jeszcze jedno ramię.
  - liczba haków na ubrania jest wielokrotnością trzynastki.
  - pajęczyna na jednym z okien zawiera trzynaście ozdobnych kamieni.
  - 13 otworów w zlewie[5].
  - po 13 szyb okiennych w wielu pomieszczeniach.
  - 52 świetliki dachowe.
  - 13 drzew obok podjazdu.
  - 13 łazienek[6].
  - 13 kopuł szklarni.
  - 13 paneli ściennych[7].
  - wiele podłóg dzieli się na 13 sekcji.
- schody prowadzące donikąd .
- drzwi prowadzące donikąd .
- drzwi na piętrze prowadzące na zewnątrz  .
- okno w podłodze .
- maleńka klatka schodowa.

## Inne atrakcje
Pracownicy muzeum strzygą rośliny tak, by tworzyły trzynastkę. Dom wynajmowany jest na imprezy w każdy piątek trzynastego i Halloween.